# Dedublare (Star Trek: Voyager)
„Dedublare” (titlu original: „Deadlock”) este al 21-lea episod din al doilea sezon al serialului TV american SF Star Trek: Voyager, al 37-lea în total. A avut premiera la 18 martie 1996 pe canalul UPN.

## Prezentare
O dublură a navei Voyager ia naștere atunci când aceasta traversează o ruptură în spațiu.  Una dintre nave ajunge victima atacurilor feroce ale Vidiienilor, dar cealaltă a rămas intactă.

## Actori ocazionali
- Nancy Hower - Ensign Samantha Wildman
- Simon Billig - Hogan
- Bob Clendenin - Vidiian Surgeon
- Ray Proscia - Vidiian Commander